# Stadio Olimp-2
Lo stadio Olimp-2 è un impianto sportivo della città di Rostov sul Don.

## Storia
Costruito nel 1930 era inizialmente noto come "stadio Rostselmash" in quanto impianto sportivo collegato alle industrie Rostselmash. In epoca sovietica arrivava a contenere oltre 32000 spettatori. Fu usato fino al 1970 dallo SKA Rostov, divenendo in seguito di uso esclusivo dell'FK Rostov che è proprietario dell'impianto.
Ha cambiato nome quando la squadra (che precedentemente era conosciuta proprio come  Rostselmash Rostov) fu venduta al magnate Ivan Savvidi: il nome fu scelto per accostarlo ad uno dei prodotti dell'azienda Donskoy Tabak
Il 16 maggio 2010 fu per la prima volta nella sua storia teatro della finale della Coppa di Russia 2009-2010.

## La struttura
- Dimensioni del campo: 105 x 68 m
- Capacità: 17.000 persone
- Terreno di gioco: erba naturale
- Capacità del settore ospiti: fino a 1244 persone (10% della capacità dello stadio).
- Posizioni commentatore: 6
- Press box: 50 posti
- Illuminazione: 3 modalità di illuminazione: 800 lux, 1000 lux, 1200 lux.
- Telecamere di sorveglianza: 6 interne, 4 esterne